# Mark Chadbourn

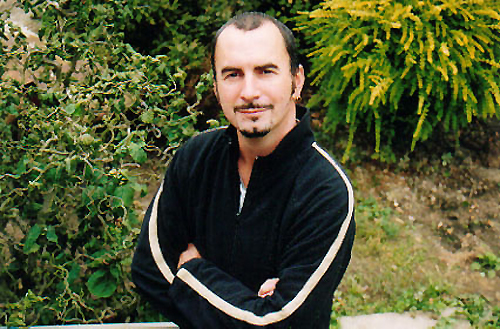
Mark Chadbourn (um 2010)

Mark Chadbourn (* 13. Januar 1960 in Ashby-de-la-Zouch, Leicestershire, Vereinigtes Königreich) ist ein britischer Autor, Drehbuchautor und Journalist. Er bedient hauptsächlich die Literaturgattungen Fantasy und Horror.

## Leben
Mark Chadbourn wuchs in einer Bergbaugemeinde in den englischen Midlands auf und war das erste Familienmitglied, das eine Universität besuchte. Nach seinem Studium der Wirtschaftsgeschichte in Leeds wurde er Journalist, der sowohl für fast alle renommierten nationalen Zeitungen Großbritanniens schrieb als auch für mehrere Zeitschriften, darunter Empire, Marie Claire, Select und You. In dieser Funktion hatte der Musikliebhaber unter anderem Interviewpartner aus der Popwelt wie Paul McCartney, Bob Geldof, George Michael oder Elton John.
Nachdem er für seine erste Kurzgeschichte Six Dead Boys in a Very Dark World vom Fear Magazine als „bester neuer Autor“ ausgezeichnet worden war, bot ihm die Blake Friedmann Literary Agency ihre Dienste an; sie vertritt ihn bis heute. Chadbourn veröffentlichte bald darauf seinen ersten, Underground betitelten, Roman, einen übernatürlichen Thriller, der im  Kohlefördergebiet seiner Jugend und den Hinterlassenschaften des Untertagebaus spielt. Er gab den Journalismus auf, um Vollzeit-Autor zu werden, und schreibt seitdem Geschichten, die Genregrenzen überschreiten, aber am ehesten noch unter die Bezeichnung „Fantasy“ fallen. Die hierfür dienliche Beschäftigung mit den meist fantastische Inhalte transportierenden Mythen, Legenden und sonstigen Überlieferungen seiner Heimat führten fast zwangsläufig zur Ausweitung auf historische Romane, für die er das Pseudonym „James Wilde“ benutzt. Der Roman Hereward über die englische Heldengestalt des elften Jahrhunderts (Hereward the Wake) beispielsweise wurde 2011 ein Bestseller.
Nominierungen für Preise gab es einige, gewinnen konnte er zwei: In beiden Fällen den prestigeträchtigen British Fantasy Award, einmal für seine Erzählung The Fairy Feller’s Master-Stroke (2003), die sich auf das gleichnamige Gemälde von Richard Dadd bezieht, zum anderen für die Kurzgeschichte Whisper Lane (2007). Die Dadd-Verschriftlichung hatte den Nebeneffekt, dass sein Autor eine Einladung zu einem Vortrag im Kunstmuseum Tate Britain erhielt.
Chadbourns fundierte, weil intensiv recherchierte, einfallsreich ausgearbeitete und dadurch konkurrenzlos-eigenständigen epischen Romane wurden im Vereinigten Königreich von Random House verlegt und auch in vielen anderen Ländern der Welt veröffentlicht. Außer den Commonwealth-Staaten sind dies die USA, Japan, Frankreich, Deutschland, Norwegen, die Tschechische Republik und Polen. In den USA brachte er die von der Kritik gefeierte Graphic Novel Book of Shadows heraus. Er schrieb insgesamt drei Grafische Romane komplett sowie als Beiträger einzelne Geschichten.
Chadbourn ist mit seiner parallelen Karriere als Drehbuch-Vertragsautor für die britische Filmproduktionsgesellschaft BBC Drama auch im Fernsehgeschäft zuhause. Für die beliebte Arztserie Doctors hat er über fünfzig Episoden geschrieben und mit der Tochterfirma BBC Drama Development hat er neue Serienideen für den britischen und US-amerikanischen Markt entwickelt. Aufgrund der Pilotfolge hat sich beispielsweise Clerkenwell Films die Rechte an der Fortführung der Hightech-Krimiserie Shadow State gesichert.
Seine über die Jahre beibehaltene Musikliebe lebt er als Inhaber eines unabhängigen Plattenlabels sowie als Bandmanager aus.
Nachdem er als Journalist wie auch als Roman-Rechercheur ausgiebig um die Welt gereist ist, hat er sich inzwischen in einem weitläufigen Haus inmitten eines Waldes unweit seines Geburtsortes niedergelassen. Er pendelt nun zwischen London, New York und diesem Rückzugsort hin und her.
Trotz all seiner Beschäftigungen hat Chadbourn nicht den Blick für die gesellschaftliche Realität und die Kritik an ihr verloren. 2018 analysierte er: „Hate-filled demagogues. The Communication Age giving a voice to people who probably shouldn’t be empowered. The disillusion of those who are finding it impossible to adjust to the 21st century.“ („Hasserfüllte Demagogen. Das Kommunikationszeitalter erlaubt es Menschen, die eigentlich nicht ihre Stimme erheben sollten, ihre Meinung zu verbreiten. Wir werden Zeugen der Desillusioniertheit derjenigen, denen es unmöglich ist, sich an das 21. Jahrhundert anzupassen.“)

## Werke (Auswahl)

### Romane
- 1992: Underground
- 1994: Nocturne
- 1996: The Eternal
- 1997: Scissorman
- Weltendämmerung, Fantasy-Roman-Trilogie
  - 1999: Im Anbruch der Finsternis (engl.: World’s End)
  - 2000: Darkest Hour
  - 2001: Always Forever
- The Dark Age
  - 2002: The Devil in Green
  - 2004: The Queen of Sinister
  - 2005: The Hounds of Avalon
- Kingdom of the Serpent
  - 2006: Jack of Ravens
  - 2008: The Burning Man
  - Juli 2009: Destroyer of Worlds
- The Ghost Warrior
  - Juli 2009: Lord of Silence
- Swords of Albion
- November 2009: The Silver Skull (Titel: The Sword of Albion: April 2010)
- The Scar-Crow Men (Februar 2011, UK: April 2011)
- The Devil’s Looking Glass (UK: April 2012, US: tbc)
- Hereward (als James Wilde)
  - Juli 2011: Hereward
  - Juli 2012: Hereward: The Devil’s Army
  - Juli 2013: Hereward: End of Days
  - Juli 2014: Hereward: Wolves of New Rome
  - Juli 2015: Hereward: The Immortals
  - Juli 2016: Hereward: The Bloody Crown
- Dark Age (als James Wilde)
  - Juli 2017: Pendragon
  - Oktober 2018: Dark Age

### Erzählungen
- 2002: The Fairy Feller’s Master Stroke
- 2003: Doctor Who: Wonderland

### Sachbücher
- 1996: Testimony

### Graphic Novels
- 1999: Fatalis
- 2005: Negative Burn. The Very Best from 1993–1998 (Beitrag)
- 2005: Negative Burn. Summer Special (Beitrag)
- 2006: The Book of Shadows
- 2008: Hellboy: The Oddest Jobs (Beitrag: Straight No Chaser)
- 2009: Hellboy: The Ice Wolves
- 2017: Raven Chronicles. Volume Four. Fact and Fiction (Beitrag)

### Drehbücher
- diverse Drehbücher, darunter mehrere Dutzend zur Fernsehserie Doctors (BBC1, 2002–2014)